# Christian Theodor von Meien

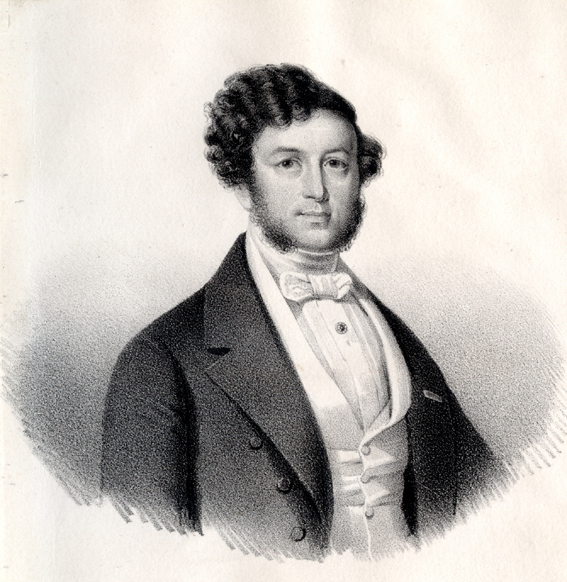
Christian Theodor von Meien

Christian Theodor von Meien (* 8. Januar 1781 in Hellinghausen, Grafschaft Lippe; † 30. November 1857 auf Gut Exten) war ein deutscher  Gutsbesitzer, Verwaltungsjurist und Politiker.

## Leben
Auf der Domäne Hellinghausen aufgewachsen, studierte Christian Theodor von Meien an der Friedrich-Alexander-Universität Erlangen Rechtswissenschaft. Dort schloss er sich 1801 den Erlanger Westfalen (1794–1809) an. Nach Abschluss des Studiums trat er in den Lippischen Staatsdienst ein. Ab 1807 war er Auditor im Amt Schötmar und später Amtmann im Amt Horn. Die Fürstin Pauline berief ihn 1817 in die Staatsregierung, in der er zunächst als Regierungsassessor und 1820 als Regierungsrat fungierte. 1850 wurde er von Fürst Leopold II. zum Regierungspräsidenten des Fürstentums Lippe ernannt und hatte das Amt auch noch unter dessen Nachfolger Leopold III. bis 1853 inne. Von 1817 bis 1853 prägte er die lippische Politik entscheidend mit.
Durch seine Heirat mit Johanna Luise Wilhelmine Grimmell im Jahr 1809 wurde er Besitzer des Ritterguts Exten, das sich bis heute im Besitz der Familie von Meien befindet.